# Sociedade Americana dos Amigos dos Marinheiros
A Sociedade Americana de Amigos dos Marinheiros (American Seamen's Friend Society) foi uma sociedade missionária protestante interdenominacional. Criada em Nova Iorque em 1828, a ASFS era apenas uma das várias organizações religiosas estabelecidas no século XIX com o objetivo de melhorar as condições sociais e morais dos marinheiros. Sua antiga sede, o American Seamen's Friend Society Sailors' Home and Institute (Lar e Instituto da Sociedade Americana de Amigos dos Marinheiros), foi construída em 1907-08 e permanece de pé na esquina da West Street com a Jane Street, em Manhattan. Foi nesse prédio que, em 1912, receberam cuidados os tripulantes do naufrágio do Titanic. Durante a década de 1930 a ASFS e a Associação Cristã de Moços (Young Men’s Christian Association, YMCA) trabalharam juntas para dar suporte aos marinheiros vítimas da depressão econômica. A sede da ASFS passou oficialmente para a YMCA em 1944.